# فروتلند (جورجیا)
فروتلند (به انگلیسی: Fruitland) یک منطقهٔ مسکونی در ایالات متحده آمریکا است که در Echols County واقع شده‌است. فروتلند ۴۹٫۰۷ متر بالاتر از سطح دریا واقع شده‌است.